# Abenteuer Tierwelt
Abenteuer Tierwelt ist ein Brettspiel von Wolfgang und Ursula Kramer aus dem Jahr 1985, das im selben Jahr mit der Essener Feder ausgezeichnet wurde.
Es ist für zwei bis sechs Spieler ab 10 Jahren konzipiert. Eine Spielrunde dauert etwa 45 bis 60 Minuten.
Neben der deutschsprachigen Auflage des Spiels existieren noch Versionen in den Sprachen Englisch, Französisch und Niederländisch.

## Ausstattung

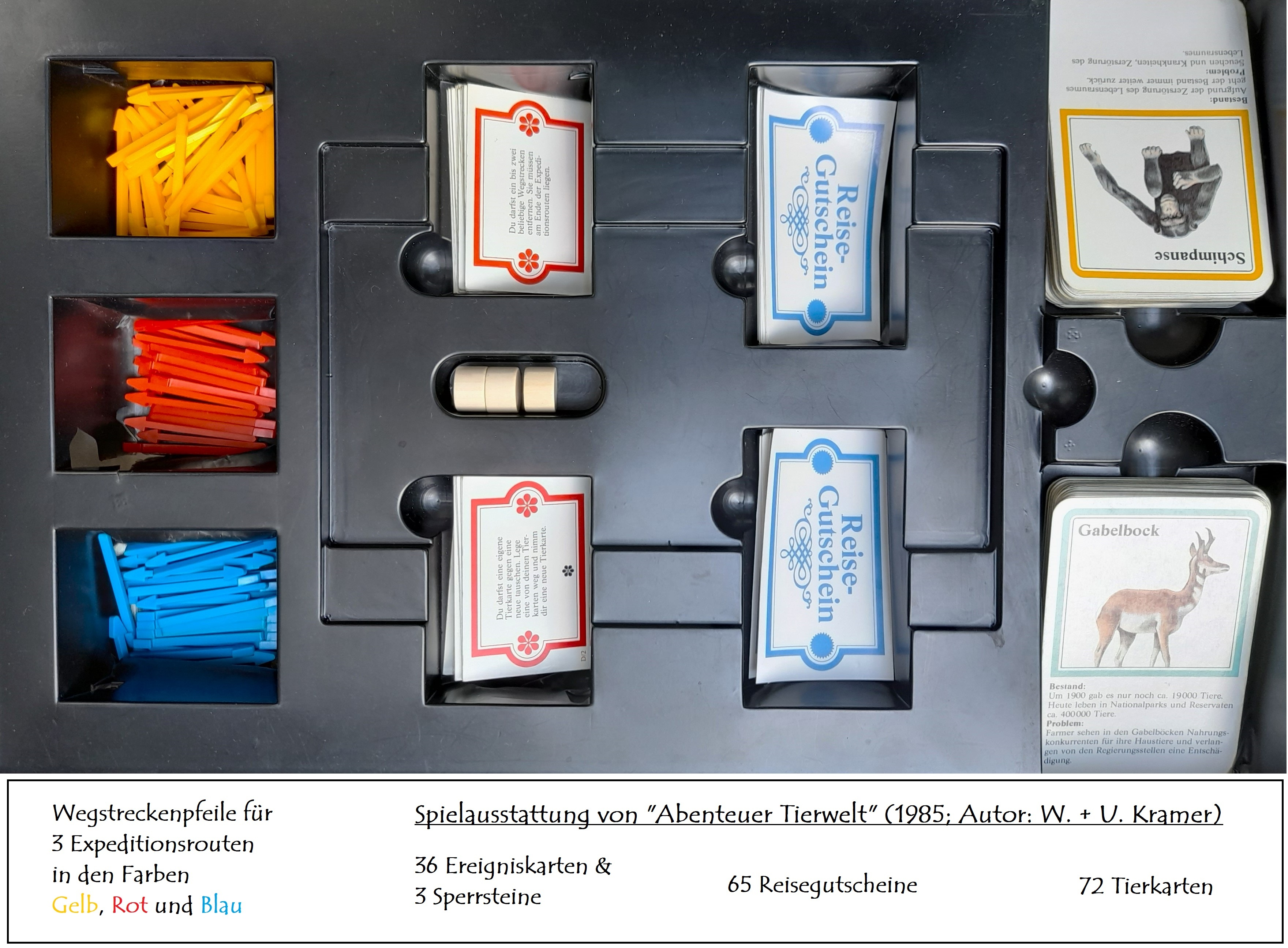
Die Spielausstattung von Abenteuer Tierwelt besteht neben dem Spielplan aus 120 Wegstreckenpfeilen, 3 Sperrsteinen, 36 Ereigniskarten, 65 Reisegutscheinen & 72 Tierkarten.

Neben dem großen Spielplan und der Spielanleitung enthält das Spiel 72 Tierkarten, 120 Wegstreckenpfeile in drei Farben, 65 Reisegutscheine, 36 Ereigniskarten, 3 Sperrsteine sowie ein Informationsheft über die im Spiel vorkommenden Tierarten.

## Spielablauf
In Abenteuer Tierwelt müssen die Spieler Forschungsaufträge in Form von Tierkarten durch die möglichst geschickte Planung von Wegstrecken erledigen. Die Wegstrecken werden auch als Expeditionsrouten bezeichnet und können durch Pfeile in drei verschiedenen Farben gelegt werden. Da ein neuer Pfeil immer nur an das Ende einer Expeditionsroute gelegt werden darf, können maximal drei Expeditionen aufgrund des Vorhandenseins drei verschiedener Pfeilfarben im Spielverlauf durchgeführt werden. Hierbei ist zu erwähnen, dass jeder Spieler jede Expeditionsroute erweitern darf und nicht auf eine bestimmte Farbe beschränkt ist. 
Zu Beginn erhält jeder Spieler – abhängig von der Anzahl an Mitspielern – entweder 12 oder 8 Tierkarten. Zudem erhalten alle Spieler je 10 Reisegutscheine, die es ihnen ermöglichen, den Verlauf der Expeditionsrouten durch den Einsatz von Sperrsteinen oder das Entfernen des zuletzt gelegten Pfeils einer Route zu beeinflussen.
Außerdem werden 6 weitere Tierkarten offen auf dem Tisch ausgelegt, welche mindestens drei Wegstreckenpfeile vom Startpunkt entfernt liegen. Diese Karten sind öffentliche Forschungsaufträge und können von allen Spielern erledigt werden.
Es wird ausgelost, wer beginnen darf. Pro Zug darf nun eine beliebige Expeditionsroute erweitert werden, jeweils immer um einen Pfeil am Ende der Route, wobei das Legen von Abzweigungen nicht erlaubt ist. Ziel ist es, den Routenverlauf so zu gestalten, dass man mithilfe der Wegstreckenpfeile möglichst alle Tiere erreicht, die auf den eigenen Tierkarten beschrieben werden, um so die eigenen Forschungsaufträge abzuschließen. Dabei ist es auch möglich, dass ein Spieler die Expeditionsroute zu einem Tier seiner Mitspieler lenkt. Dieser hat sodann die Möglichkeit, seine Tierkarte vorzulesen und dadurch seinen Forschungsauftrag abzuschließen. Erfolgt diese Handlung nicht unverzüglich, so darf die Tierkarte nicht im Nachhinein als abgeschlossener Auftrag abgelegt werden.
Die einzelnen Wegpunkte auf der Karte des Spielplans sind in unterschiedlichen Farben markiert: 
- Tierpunkte: markieren den Lebensraum einer bestimmten Tierart. Ihre Farbe ist abhängig vom Kontinent, auf dem die Tierart vorkommt.
- Rote Punkte: kennzeichnen Ereignisfelder; Spieler müssen eine Ereigniskarte ziehen, wenn ein Wegstreckenpfeil zu einem solchen Punkt gelegt wird.
- Grüne Punkte: ermöglichen dem Spieler einen weiteren Zug, z. B. zum Legen eines weiteren Wegstreckenpfeils.
- Blaue Punkte: ein Spieler erhält entweder drei weitere Reisegutscheine oder alle seine Mitspieler müssen jeweils einen weiteren Forschungsauftrag (d. h. eine zusätzliche Tierkarte) ziehen.

## Spielende
Das Spiel endet, wenn ein Spieler alle seine Forschungsaufträge erfüllt hat (sprich: alle seine Karten vor sich abgelegt hat) oder alle Wegstrecken aufgebraucht wurden beziehungsweise keine weiteren Wegstrecken gelegt werden können.
Gewonnen hat am Ende derjenige, der die meisten Punkte im Laufe des Spiels sammeln konnte. Dabei wird eine Tierkarte als ein Punkt gewertet.

## Hintergrund und Intention
Das Spiel wurde konzipiert, um Kindern spielerisch Bewusstsein für Tiere sowie ihre Umwelt zu vermitteln. Auf den Tierkarten werden vom Aussterben bedrohte Tierarten thematisiert und Lösungen aufgezeigt, wie deren Bestand geschützt oder gar vergrößert und ihre Lebensumstände verbessert werden können.

## Vorgänger und Nachfolger
Als Vorgänger des Spiels kann das 1982 erschienene Brettspiel Fahrrad-Tour kreuz und quer sowie dessen Vorgänger Legemax angesehen werden.
Eine Weiterentwicklung des Spiels erschien 1996 unter dem Namen Expedition, deren Neuauflage von 2006 mit dem Deutschen Lernspielpreis ab 9 Jahren ausgezeichnet wurde.